# Johann Abraham Sixt
Johann Abraham Sixt (Gräfenhausen, 3 januari 1757 – Donaueschingen, 30 januari 1797) was een Duits componist.

## Biografie
Zijn vader, Johann Michael Sixt, was leraar in Gräfenhausen en trouwde in 1755 met Margaretha, een weduwe die uit haar eerste huwelijk al 13 kinderen had.
Op 12 februari 1784 kwam Johann Abraham in dienst van prins Josef en zijn vrouw Maria Benedikt als musicus aan het hof in Donaueschingen. Hij ontving daarvoor een jaarlijkse wedde van circa 300 gulden. In 1787 trouwde hij met Wilhelmine Siebold. 
Voor alles was hij pianist; hij gaf de prinses pianoles. Hij componeerde pianoconcerten, dansen, variaties voor klavecimbel en liederen met pianobegeleiding.

## Nagedachtenis
Sixt heeft relatief weinig werken nagelaten en werd vrij snel vergeten. Aan het begin van de twintigste eeuw werden zijn liederen echter herontdekt. Hij kreeg in Gräfenhausen een gedenksteen met als tekst: "Een meester zoals Mozart, Beethoven en Schubert". In 1997 werd zijn tweehonderdste sterfdag herdacht.
- Gemeinsame Normdatei: 12241487X
- International Standard Name Identifier: 0000 0000 5538 7274
- Library of Congress Control Number: n93083756
- Nederlandse Thesaurus van Auteursnamen: 24217924X
- Virtual International Authority File: 47642877
- WorldCat: E39PBJcKMXRpYFr86JDCQcp9Dq